# Vụ khủng hoảng báo chí hậu PMU18
Một vụ khủng hoảng báo chí quy mô rộng lớn đã xảy ra sau khi vụ PMU18 tạm thời đóng lại và bất ngờ ông Nguyễn Việt Tiến, một trong những nghi can chính trong vụ PMU18 được trả tự do trong năm 2008. Nhiều tờ báo đã bị lôi cuốn vào cuộc khủng hoảng này, nhất là các báo Thanh niên và báo Tuổi trẻ - những tờ nhật báo hàng đầu Việt Nam. Lần đầu tiên có nhiều nhà báo cùng bị thẩm vấn, điều tra và phải ra tòa. Việc đối mặt với pháp luật và làm việc theo pháp luật đã dấy lên vô số dư luận và làm nảy sinh nhiều hiệu ứng khác nhau dẫn tới một cuộc khủng hoảng về nhận thức, niềm tin và cách hành xử khá sâu rộng.
"Ngoài các bị cáo, có 25 nhà báo, từ phóng viên đến lãnh đạo các cơ quan báo chí bị triệu tập ra tòa với tư cách nhân chứng và người có quyền lợi và nghĩa vụ liên quan. Trong đó Tuổi Trẻ có Tổng biên tập, 4 Phó Tổng biên tập (TBT), Tổng Thư ký Tòa Soạn (Tổng TKTS), Trưởng Văn phòng Đại diện tại Hà Nội. Thanh Niên có Tổng biên Tập và hai phó TBT, nguyên Tổng TKTS và một TKTS. Theo đó, việc thẩm vấn tại phiên tòa nhằm làm rõ trách nhiệm từng người trong quy trình xuất bản. Đây là vụ có số lượng nhà báo bị thẩm vấn nhiều nhất trong lịch sử báo chí VN.
Liên quan đến vụ án này, ngày 1 tháng 8 năm 2008, Thứ trưởng Bộ Thông tin và Truyền thông Đỗ Quý Doãn đã ký Quyết định thu hồi Thẻ Nhà báo của 4 nhà báo gồm ông Nguyễn Quốc Phong, Phó Tổng biên tập Báo Thanh Niên; ông Bùi Văn Thanh, Phó Tổng biên tập Báo Tuổi Trẻ Thành phố Hồ Chí Minh; ông Huỳnh Kim Sánh, Tổng thư ký Tòa soạn Báo Thanh Niên; ông Dương Đức Đà Trang, Trưởng Văn phòng đại diện Báo Tuổi Trẻ Thành phố Hồ Chí Minh tại Hà Nội. Báo Tuổi Trẻ (dẫn nguồn tin từ Thông Tấn Xã Việt Nam - TTXVN) cho biết các nhà báo này bị thu thẻ vì có những vi phạm nghiêm trọng".

## Khởi đầu vụ khủng hoảng
Ngay sau khi ông Nguyễn Việt Tiến được trả tự do, chiều ngày 12 tháng 5, hai nhà báo Nguyễn Văn Hải (Báo Tuổi Trẻ) và Việt Chiến (Báo Thanh Niên) đã bị bắt tạm giam ngay tại trụ sở cơ quan an ninh điều tra, Bộ Công an.
Hai nhà báo Nguyễn Việt Chiến, phóng viên nội chính của báo Thanh Niên và Nguyễn Văn Hải, phóng viên nội chính của báo Tuổi Trẻ đã bị bắt tạm giam 4 tháng. Hai nhà báo này bị khởi tố vì hành vi Lợi dụng chức vụ quyền hạn khi thi hành công vụ (Điều 281, Bộ luật Hình sự), liên quan đến việc thông tin về vụ án PMU18.
Vào giữa năm 2007, vụ án đối với báo chí đã được khởi tố với tội danh: "Cố ý làm lộ bí mật Nhà nước" theo Điều 263 và "Lợi dụng các quyền tự do dân chủ xâm phạm lợi ích của Nhà nước, quyền, lợi ích hợp pháp của tổ chức, công dân" theo điều 258, Bộ luật Hình sự). Trong khi đó, có rất nhiều nhà báo của các cơ quan báo chí trung ương và địa phương đã bị cơ quan cảnh sát điều tra triệu tập, thẩm vấn.

## Diễn biến vụ khủng hoảng
Sau khi xảy ra sự việc, các báo chí, đặc biệt Tuổi trẻ và Thanh Niên đã đặt những nghi vấn như "Tại sao?", "Những câu hỏi chờ được trả lời!", "Bảo vệ những nhà báo chân chính và công lý!" đối việc bắt giam Nguyễn Văn Hải và Nguyễn Việt Chiến.

Báo Thanh niên đã tường thuật phiên tòa xét xử 4 bị cáo nguyên là phóng viên và cảnh sát điều tra.
Ngày 1 tháng 8 năm 2008, Thứ trưởng Bộ Thông tin Truyền thông Đỗ Quý Doãn đã ký quyết định thu hồi thẻ nhà báo của 7 cán bộ, phóng viên có vi phạm nghiêm trọng, trong đó có Nguyễn Quốc Phong, Phó tổng biên tập báo Thanh Niên, Bùi Văn Thanh, Phó tổng biên tập báo Tuổi Trẻ, Huỳnh Kim Sánh, Tổng Thư ký tòa soạn báo Thanh Niên, và ông Dương Đức Đà Trang, Trưởng Văn phòng đại diện báo Tuổi Trẻ TP HCM tại Hà Nội với lý do họ vi phạm các Điều 7, Điều 10 và Điều 15 của Luật Báo chí Việt Nam, cụ thể là "đã trực tiếp viết, biên tập, duyệt đăng các tin bài về vụ PMU 18, trong đó có những thông tin sai sự thật nghiêm trọng"

## Phiên tòa và kết thúc
Sáng 15/10, Tòa án Nhân dân Thành phố Hà Nội đã truy tố các công dân Nguyễn Việt Chiến và Nguyễn Văn Hải vì tội "Lợi dụng chức vụ, quyền hạn trong khi thi hành công vụ" theo Điều 281 Bộ Luật Hình Sự. Tòa đã ra bản án, theo đó nhà báo Nguyễn Việt Chiến của báo Thanh Niên bị kết án hai năm tù giam, nhà báo Nguyễn Văn Hải được tự do sau khi phiên tòa kết thúc với mức án 24 tháng tù treo.
Tại phiên tòa, ông Nguyễn Văn Hải đã thừa nhận kết luận điều tra và cáo trạng này là "tương đối khách quan và chính xác" và nói rằng sai sót của cá nhân chỉ là nhận tin sai chứ không phải cố ý bình luận, suy diễn. Hải thừa nhận đã có sáu bài viết có nhiều nội dung sai sự thật, "có gây ít nhiều ảnh hưởng đến các đối tượng bị đề cập". Tuy nhiên, bị cáo không cố ý mà đó chỉ là các "tai nạn nghề nghiệp".
Còn ông Nguyễn Việt Chiến vẫn một mực khẳng định các bài viết đã đăng trên Thanh Niên bị cáo đều lấy nguồn từ những cán bộ có trách nhiệm, có thẩm quyền và không có bình luận. Bản thân ông Chiến khi thấy báo khác đăng đều thẩm định lại thông tin với các quan chức Tổng cục Cảnh sát trước khi sử dụng lại. Theo ông, vụ PMU 18 mới xử phần đánh bạc và đưa hối lộ, phần tham nhũng chưa xử. Trong khi đó, nhà báo không đợi được nên phải thu thập tin từ nhiều nguồn. Riêng bài viết "40 VIP chạy án", bị cáo nói đã xác minh ở bốn nguồn khác nhau. Bản thân Nguyễn Việt Chiến đã tham gia viết đến 70 bài và bị quy là sai phạm "có hệ thống".
Cùng với các ông Nguyễn Việt Chiến và Nguyễn Văn Hải, có hai cán bộ Công an cao cấp bị khởi tố là thiếu tướng Phạm Xuân Quắc và Thượng tá Đinh Văn Huynh. Hai ông này bị truy tố về tội "Cố ý làm lộ bí mật công tác" theo quy định tại khoản 2, Điều 286 Bộ luật Hình sự. Bản cáo trạng của Viện KSND Tối cao nhận định: "Là đơn vị trực tiếp điều tra vụ án PMU18, C14 phải có trách nhiệm trước những thông tin đăng trên báo chí không đúng sự thật, công khai những nội dung thông tin về vụ án đang điều tra, những thông tin ban đầu chưa được xác minh, kiểm chứng của Cơ quan điều tra. Tuy nhiên, trước tình hình đó C14 không có phản ứng nhắc nhở gì mà còn để các phóng viên tự do ra vào trụ sở cơ quan hoặc đến nhà riêng, gọi điện thoại trực tiếp trao đổi thông tin..."

## Nghi vấn về sự phản công của các nghi can vụ PMU18
Việc hai nhà báo và hai sĩ quan công an bị khởi tố không chỉ gây rúng động giới báo chí mà còn khiến nhiều người đặt dấu hỏi về tiếng nói chống tham nhũng của báo chí Việt Nam trong tương lai.
Theo lời BBC: "Viết trên blog của mình, nhà báo kỳ cựu Huy Đức nhận định việc bắt bớ này "rất dễ khiến cho dư luận nghĩ rằng, những người chống tham nhũng đang bị tấn công trở lại". "Nhưng ông Đức cũng cho rằng trong thời gian báo chí đưa tin rầm rộ về vụ PMU18, nhiều nhà báo "đã không sử dụng các nguồn tin độc lập để kiểm chứng những thông tin mà cơ quan điều tra cung cấp". "Ông Huy Đức viết không chỉ trong vụ PMU18 mà cả nhiều vụ án khác, còn có những bí mật mà người ta sẽ biết "khi điều kiện cho phép". Đối với hai đồng nghiệp bị bắt, ông Đức cho rằng "cho dù có những sai lầm đó, các nhà báo cũng không thể nào bị bắt". Theo ông, "không dễ lý giải với dư luận vì sao những nhà báo đứng đầu trong một cuộc đấu tranh chống tham nhũng, không vì tham nhũng, lại đang phải ngồi tù".